# Mesoleptus tobiasi
Mesoleptus tobiasi är en stekelart som beskrevs av Jonaitis 2004. Mesoleptus tobiasi ingår i släktet Mesoleptus och familjen brokparasitsteklar. Inga underarter finns listade i Catalogue of Life.